# Zygiocetus
Zygiocetus — вимерлий рід цетотериїдних містицетів підродини Cetotheriinae. Тип і єдиний вид — Zygiocetus nartorum, відомий з пізнього міоцену (мессінського періоду) Адигеї.
Zygiocetus nartorum відрізняється від інших цетотеріїнів тим, що має злегка вигнуті лямбдовидні гребені.